# Луций Скрибоний Либон (претор 204 года до н. э.)
Лу́ций Скрибо́ний Либо́н (лат. Lucius Scribonius Libo; III век до н. э.) — римский политический деятель из плебейского рода Скрибониев, претор в 204 году до н. э.
Луций впервые упоминается в связи с событиями 216 года до н. э. как народный трибун. После битвы при Каннах именно он доложил сенату, что Ганнибал предлагает освободить многочисленных пленных за выкуп; однако сенаторы отклонили это предложение. В том же году Либона включили в состав комиссии, ведавшей денежными делами (в ней он состоял по крайней мере до 210 года до н. э.). В 204 году до н. э. Луций был избран претором и получил должность претора по делам иностранцев, а также провинцию Галлия с войском. После этого он не упоминается в сохранившихся источниках.